# Tilbage til den lige Vej
Tilbage til den lige Vej er en amerikansk stumfilm fra 1921 af Scott R. Dunlap.

## Medvirkende
- William Russell som Jordan McCall / Dr. Luther McCall
- Seena Owen som Carol McCall
- Jack Brammall som Buster Dorsey
- Sam De Grasse som Thomas Edinburgh
- Ruth King som Mrs. Edinburgh